# Eleições gerais na Bolívia em 2002
As eleições gerais bolivianas de 2002 foram realizadas no domingo, 30 de junho de 2002. Como nenhum candidato obteve mais da metade dos votos, o Congresso Nacional escolheu entre os candidatos com maior número de votos. Gonzalo Sánchez de Lozada foi reeleito presidente, recebendo 84 votos no Congresso contra 43 votos de Evo Morales.

## Resultados
|                                                                       |                                                                    |                                       |           |        |           |
| Candidato(a) a Presidente e Vice-Presidente                           | Candidato(a) a Presidente e Vice-Presidente                        | Partido                               | Votos     | %      | Senadores |
|                                                                       | Gonzalo Sánchez de Lozada y Sánchez Bustamante Carlos Mesa Gisbert | Movimento Nacionalista Revolucionário | 624 126   | 22,46  | 11        |
|                                                                       | Evo Morales Ayma Antonio Peredo Leigue                             | Movimento ao Socialismo               | 581 884   | 20,94  | 8         |
|                                                                       | Manfred Reyes Villa Bacigalupi Ivo Kuljis Füchtner                 | Nova Força Republicana                | 581 163   | 20,91  | 2         |
|                                                                       | Jaime Paz Zamora Carlos Saavedra Bruno                             | Movimento de Esquerda Revolucionária  | 453 375   | 16,32  | 5         |
|                                                                       | Felipe Quispe Huanca Esther Balboa Bustamante                      | Movimento Indígena Pachakuti          | 169 239   | 6,09   |           |
|                                                                       | Jhonny Fernández Saucedo Marlene Fernández del Granado             | Unidade Cívica de Solidariedade       | 153 210   | 5,51   |           |
|                                                                       | Ronald MacLean Abaroa Tito Hoz de Vila                             | Ação Democrática Nacionalista         | 94 386    | 3,40   | 1         |
|                                                                       | Alberto Costa Obregón Ximena Prudencio Bilbao                      | Partido da Liberdade e Justiça        | 75 522    | 2,72   |           |
|                                                                       | Rolando Morales Anaya Ernesto Ayoroa Argandoña                     | Partido Socialista                    | 18 162    | 0,65   |           |
|                                                                       | René Blattmann Bauer Carlos Alarcón Mondonio                       | Movimento Cidadão pela Mudança        | 17 405    | 0,63   |           |
|                                                                       | Nicolás Valdivia Almanza Esperanza Huanca Poma                     | Consciência da Pátria                 | 10 336    | 0,37   |           |
| Total de votos válidos                                                | Total de votos válidos                                             | Total de votos válidos                | 2 778 808 | 66,72  |           |
| Votos em branco                                                       | Votos em branco                                                    | Votos em branco                       | 130 685   | 4,36   |           |
| Votos nulos                                                           | Votos nulos                                                        | Votos nulos                           | 84 572    | 2,82   |           |
| Total Votos                                                           | Total Votos                                                        | Total Votos                           | 2 994 065 | 71,89  | 27        |
| Eleitores aptos a votar                                               | Eleitores aptos a votar                                            | Eleitores aptos a votar               | 4 164 909 | 100,00 |           |
| Abstenções                                                            | Abstenções                                                         | Abstenções                            | 1 170 844 | 28,11  |           |
| Fuente: The 2002 presidential and parliamentary elections in Bolivia. |                                                                    |                                       |           |        |           |